# Simostranda
Simostranda är en by i Modums kommun i Buskerud fylke, Norge. Byn ligger vid älven Simoa, längs riksvei 287. Orten är mest berömd för Simostranda IL och sin satsning på skidskytte. Härifrån kommer norska skidskytten Ole Einar Bjørndalen, men också hans bror Dag Bjørndalen och Hildegunn Mikkelsplass (född Fossen).